# Фредерік Форрест
Фредерік Форрест (англ. Frederic Forrest; 23 грудня 1936, Воксахачі, Техас — 23 червня 2023, Санта-Моніка, Каліфорнія) — американський актор.

## Життєпис
Фредерік Форрест народився 23 грудня 1936 року в місті Воксахачі, штат Техас. Батько Фредерік Форрест Фенімор — власник меблевого магазину, мати Вірджинія Аллі Макспадден. Переїхав до Нью-Йорка де навчався акторській майстерності у відомого педагога Сенфорда Мейснера. Потім навчався в Акторській студії. Почав виступати у позабродвейських театрах.
Знімався у фільмах Френсіса Форда Копполи «Розмова» (1974), «Апокаліпсис сьогодні» (1979), «Геммет» (1982), «Такер: Людина і його мрія» (1988). Був номінований на премію «Оскар» за найкращу чоловічу роль другого плану у фільмі «Роза» (1979).
Фредерік Форрест помер 23 червня 2023 року в себе вдома у місті Санта-Моніка, штат Каліфорнія, після тривалої хвороби в 86-річному віці.

## Особисте життя
З 27 березня 1960 по 28 вересня 1963 року був одружений з Ненсі Енн Віттакер. З 28 вересня 1980 по 1983 рік на Мерілу Геннер.

## Вибіркова фільмографія
| Рік  |    | Українська назва          | Оригінальна назва             | Роль                               |
| ---- | -- | ------------------------- | ----------------------------- | ---------------------------------- |
| 1972 | ф  | Коли помирають легенди    | When the Legends Die          | Том Чорний Бик                     |
| 1973 | ф  | Дон мертвий               | The Don Is Dead               | Тоні Фарго                         |
| 1974 | ф  | Розмова                   | The Conversation              | Марк                               |
| 1976 | ф  | Закрути Міссурі           | The Missouri Breaks           | Кері                               |
| 1978 | ф  | Воно живе 2               | It Lives Again                | Юджин Скотт                        |
| 1979 | ф  | Апокаліпсис сьогодні      | Apocalypse Now                | Джей «Шеф» Гікс                    |
| 1979 | ф  | Роза                      | The Rose                      | Г'юстон Дайер                      |
| 1982 | ф  | Від щирого серця          | One From the Heart            | Генк                               |
| 1982 | ф  | Хемметт                   | Hammett                       | Хемметт                            |
| 1983 | ф  | Дівчина з долини          | Valley Girl                   | Стів Річман                        |
| 1985 | с  |                           | Quo Vadis?                    | Петроніус (6 епізодів)             |
| 1987 | с  |                           | 21 Jump Street                | капітан Річард Дженко (6 епізодів) |
| 1988 | ф  | Такер: Людина і його мрія | Tucker: The Man and His Dream | Едді Дін                           |
| 1989 | ф  | Переслідувач кішок        | Cat Chaser                    | Нолен Тайнер                       |
| 1990 | ф  | Два Джейка                | The Two Jakes                 | Чак Ньюті                          |
| 1992 | тф |                           | Citizen Cohn                  | Дешилл Гемметт                     |
| 1992 | ф  | Дощ без грому             | Rain Without Thunder          | Вокер                              |
| 1993 | ф  | З мене досить             | Falling Down                  | власник магазину                   |
| 1993 | ф  | Травма                    | Trauma                        | доктор Джадд                       |
| 1993 | тф | Дорогоцінні жертви        | Precious Victims              | шериф Френк Йоком                  |
| 1994 | тф | Проти стіни               | Against the Wall              | Вейсбад                            |
| 1994 | ф  | Лессі                     | Lassie                        | Сем Гарланд                        |
| 1994 | ф  | Конвоїри                  | Chasers                       | механік                            |
| 1996 | тф | Андерсонвілль             | Andersonville                 | сержант Макспадден                 |
| 1997 | в  | Термінове занурення       | Crash Dive                    | адмірал Пендлтон                   |
| 1997 | ф  | Хоробрий                  | The Brave                     | Лу старший                         |
| 1997 | ф  | Один із нас               | One of Our Own                | майор Рон Бріджес                  |
| 1998 | ф  | Чорний грім               | Black Thunder                 | Адмірал                            |
| 2000 | ф  | Година тіней              | Shadow Hours                  | Шон                                |
| 2002 | тф | Стежкою війни             | Path to War                   | Ерл Вілер                          |
| 2006 | ф  | Все королівське військо   | All the King's Men            | батько Віллі                       |